# Herbert Saffir
Herbert Saffir (Nueva York, 29 de marzo de 1917 - Miami, 21 de noviembre de 2007) fue un ingeniero civil estadounidense, graduado en la Universidad de Georgia Tech que, junto al meteorólogo Robert «Bob» Simpson, estableció la que se conoce como Escala de huracanes de Saffir-Simpson para medir la fuerza de dichos fenómenos atmosféricos.
En la década de 1960, empezó a trabajar en el proyecto de catalogación dentro del marco de unos estudios de las Naciones Unidas para reducir los efectos de los huracanes sobre la población, estableciendo un sistema de alerta. Hasta esa fecha, los huracanes se catalogaban como fuertes o débiles, o menores y mayores. En la década de 1970 se le unió al proyecto Robert Simpson, entonces director del Centro Estadounidense de Huracanes. Finalmente establecieron una tabla en categorías que los clasifica científicamente del 1 al 5 y que es la más usada en la actualidad para medir la intensidad de estos. Saffir desarrolló la mayoría de los estudios sobre el impacto de los vientos en las estructuras construidas por el hombre, mientras que Simpson atendió al efecto de las mareas.